# Mangart
De Mangart is een berg in de Julische Alpen en ligt op de grens van Italië en Slovenië. De berg ligt tussen Tarvisio in Friuli-Venezia Giulia en Bovec in Slovenië. De Mangart is via de A23 te bereiken uit Cave del Predil en Log pod Mangartom.
Het is een van de hoogste toppen (2677 m) van de Julische Alpen. Ten noorden van de berg liggen de meren Laghi di Fusine. Deze liggen in de dichtbeboste dalkom van Fusine, die sinds 1971 een beschermd natuurgebied zijn. De Mangart wordt veel door alpinisten bezocht die de steile wanden van de Dolomieten willen beklimmen. Vanuit het noorden is de top te bereiken via een via ferrata die begint bij de bivakhut Nogara. Aan de Sloveense kant begint de route bij de berghut Koča na Mangrtskem sedlu (1906 m).

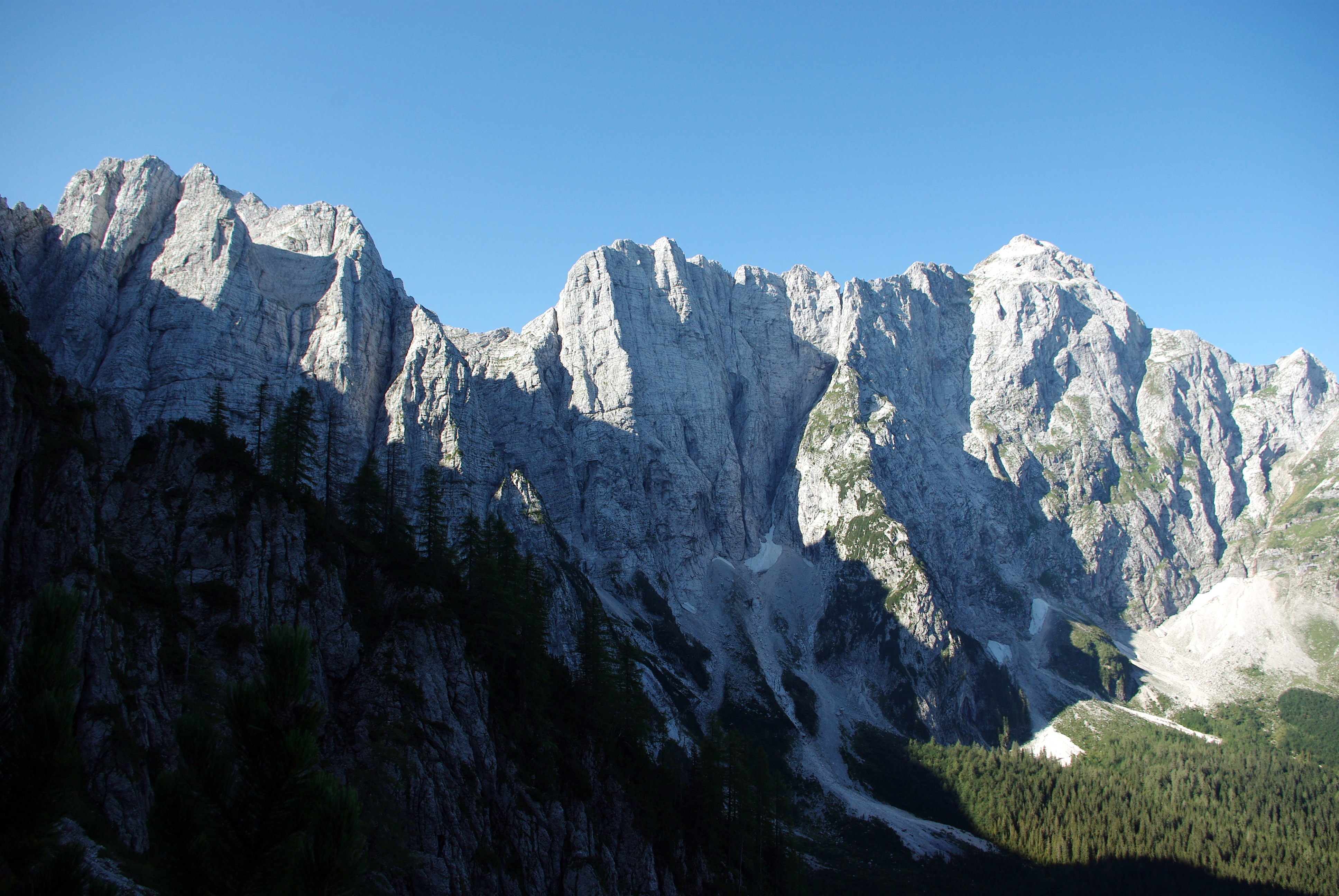
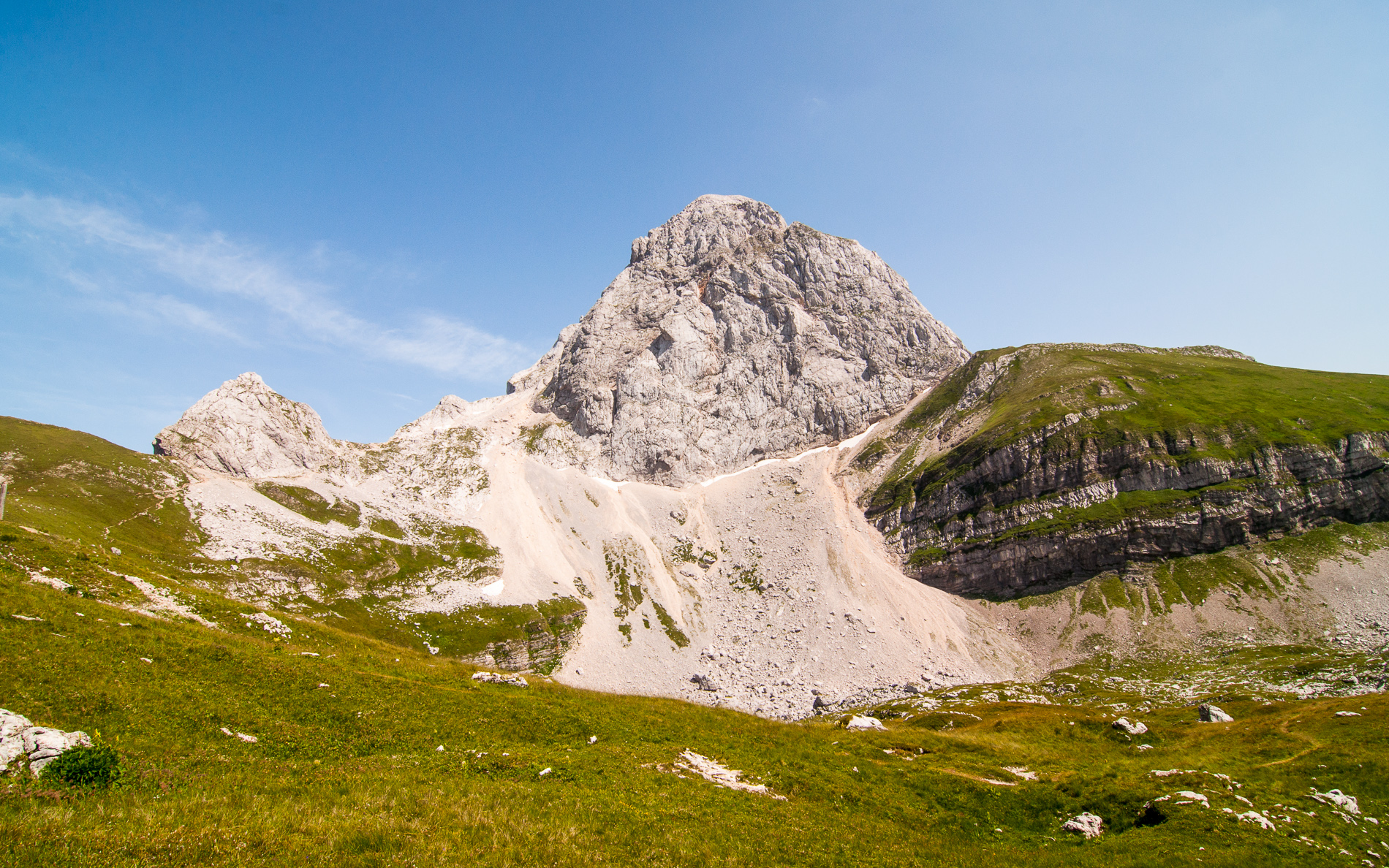
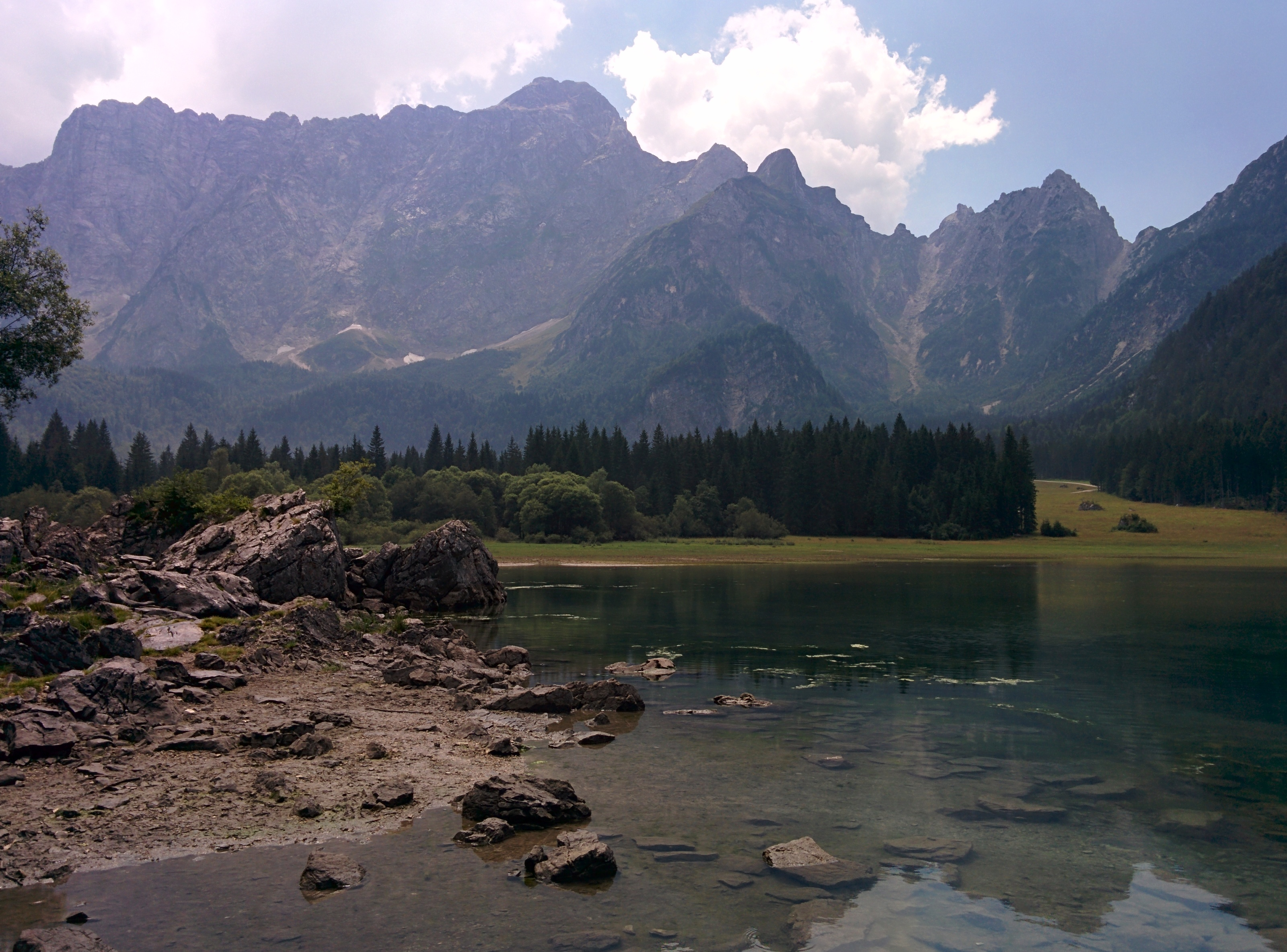